# Trevor Edwards
Pour les articles homonymes, voir Edwards.
Leonard Trevor Edwards, né le 24 janvier 1937 à Ystrad au Pays de Galles et mort le 30 mai 2024, est un footballeur international gallois, naturalisé australien, qui évolue au poste de défenseur.

## Biographie

### Carrière en club
Avec le club de Cardiff City, il remporte une Coupe du pays de Galles.

### Carrière en sélection
Avec l'équipe du Pays de Galles, il joue 2 matchs lors de l'année 1957. 
Il joue son premier match en équipe nationale le 10 avril 1957 contre l'Irlande du Nord et son second le 19 mai 1957 contre l'Allemagne de l'Est.
Il figure dans le groupe des sélectionnés lors de la Coupe du monde de 1958, sans jouer de matchs lors de la phase finale de cette compétition.

## Palmarès
Cardiff City
- Coupe du pays de Galles (1) :
  - Vainqueur : 1963-1964.